# 喬許·霍金森
喬舒亞·哈康·霍金森（英語：Joshua Haakon Hawkinson，1995年6月23日—），出生於美國西雅圖，日本男子籃球運動員，現效力於B1聯賽澀谷陽光搖滾。
2017年8月霍金森自華盛頓州立大學畢業後選擇職業生涯從B聯賽名古屋戰鷹展開，2020年7月霍金森轉戰信州勇士，2023年7月轉隊到澀谷陽光搖滾。
2023年2月霍金森取得日本國籍，代表日本參加2023年世界盃籃球賽

## 外部連結
- 喬許·霍金森在fiba.basketball（英语）
- 喬許·霍金森在B.LEAGUE官網（日语）
- 喬許·霍金森在Basketball-Reference.com（國際）（英语）
- 喬許·霍金森在Sports-Reference.com（NCAA）（英语）
- 喬許·霍金森在Eurobasket.com（球員）（英语）
- 喬許·霍金森在Proballers（英语）
- 喬許·霍金森在RealGM（英语）